# Cryphia zobeli
Cryphia zobeli là một loài bướm đêm trong họ Noctuidae.